# José Ramón Ballina
José Ramón Ballina   (mil·lenni II) fou un futbolista mexicà de les dècades de 1920 i 1930.
Pel que fa a clubs, defensà els colors de Club Asturias, club del qual també en fou entrenador.
Posteriorment, essent representant del CF Monterrey a la Primera Divisió mexicana, registrà la samarreta a franges verticals blaves i blanques, igual que les del CF Asturias, el seu antic club.